# Urban Lesjak
Urban Lesjak (født 24. august 1990) er en slovensk håndboldspiller. Han spiller for TSV Hannover-Burgdorf og det slovenske landshold].
Lesjak repræsenterede Slovenien ved Sommer-OL 2016.